# ČEZ Extraliga 2023/2024

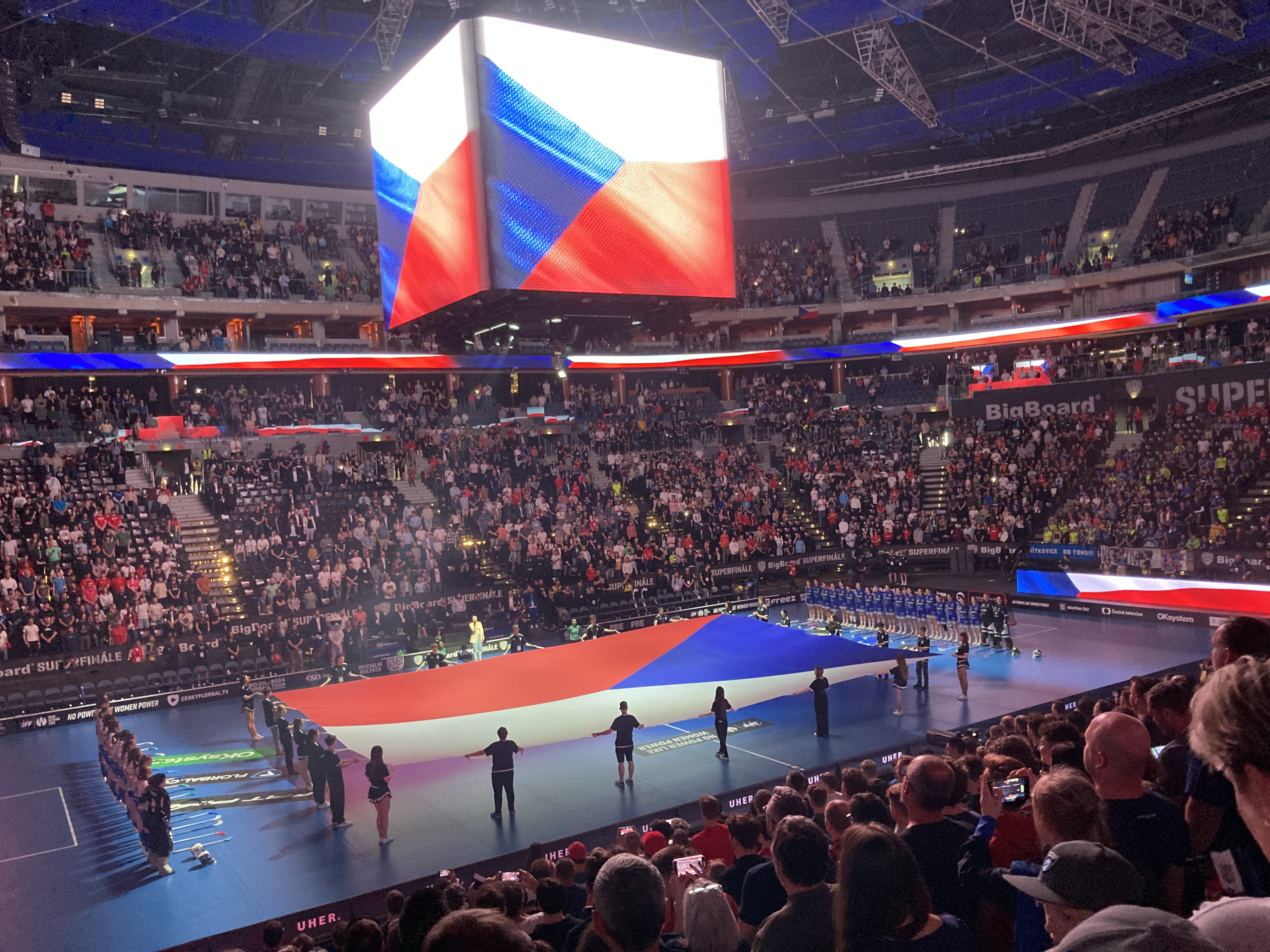
Zahájení Superfinále

ČEZ Extraliga 2023/2024 byla 30. ročníkem nejvyšší ženské florbalové soutěže v Česku. Soutěž se poprvé jmenovala podle sponzora a to podle energetické společnosti ČEZ.
Základní část soutěže hrálo 11 týmů dvakrát každý s každým. Prezidentský pohár pro vítěze základní části sezóny získal poprvé tým FAT PIPE Florbal Chodov. Vítěz základních částí předešlých osmi sezón, 1. SC TEMPISH Vítkovice, skončil na druhém místě.
Vítkovice v superfinále obhájily titul z předešlého ročníku, po porážce týmu Florbal Chodov. Pro Vítkovice to byl osmý titul, čímž dorovnaly rekord týmu Tigers Jižní Město ze sezóny 2016/2017. Pro Chodov to byla pátá porážka od Vítkovic v superfinále. Oba týmy postoupily na Pohár mistrů, Chodov jako vítěz českého poháru.
Z finále 1. ligy a baráže v minulé sezóně postoupily do Extraligy týmy K1 Florbal Židenice a FBC Intevo Třinec. Židenice se vrátily po jednoleté pauze. Třinec hrál Extraligu poprvé. V této sezóně dále nesoutěžily týmy FBK Jičín a Tigers Start98, které se z organizačních a ekonomických důvodů nepřihlásily. Uvolněná místa byla nabídnuta postupně poraženému týmu z baráže, tedy Panthers Praha, a pak dalším týmům 1. ligy. Možnost využil jen čtvrtfinalista TJ Znojmo LAUFEN CZ, který nejvyšší soutěž hrál také poprvé. Protože další týmy neměly o postup zájem, soutěžilo jen jedenáct týmů. Základní části soutěže a play-off zůstal stejný systém, včetně počtu kol. Boje o sestup byly upravené. Žádný tým nesestupoval přímo.
V 1. lize v tomto ročníku zvítězil tým FBC Dobruška, který tak měl v následující sezóně Extraligy doplnit soutěž na 12 týmů. Nejméně úspěšný tým play-down, Znojmo, v baráži prohrálo s poraženým finalistou první ligy, týmem FAT PIPE Tigers Start98. Start98, Znojmo ani žádný další prvoligový tým neměly opět o postup do Extraligy zájem, počet týmů tak zůstal na jedenácti.
Bylo zahájeno streamování zápasů na placené platformě Český florbal TV.

## Základní část
Základní část soutěže hrálo 11 týmů dvakrát každý s každým od 8. září 2023 do 25. února 2024. Pro kompenzaci jednoho chybějícího týmu v každém kole jeden z týmů nehrál. Do play-off postoupilo prvních osm týmů. Poslední tři týmy hrály play-down o sestup.
| Poř. | Tým                           | Z  | V  | VP | PP | P  | VG  | OG  | B  |
| ---- | ----------------------------- | -- | -- | -- | -- | -- | --- | --- | -- |
| 1.   | FAT PIPE Florbal Chodov       | 20 | 17 | 0  | 0  | 3  | 204 | 64  | 51 |
| 2.   | 1. SC TEMPISH Vítkovice       | 20 | 17 | 0  | 0  | 3  | 174 | 53  | 51 |
| 3.   | FBC ČPP Bystroň Group Ostrava | 20 | 15 | 2  | 0  | 3  | 128 | 67  | 49 |
| 4.   | FBS Olomouc                   | 20 | 12 | 1  | 0  | 7  | 92  | 72  | 38 |
| 5.   | Bulldogs Brno                 | 20 | 10 | 2  | 1  | 7  | 93  | 87  | 35 |
| 6.   | PSN Tatran Střešovice         | 20 | 11 | 0  | 2  | 7  | 106 | 62  | 35 |
| 7.   | FbŠ Bohemians                 | 20 | 8  | 1  | 1  | 10 | 111 | 114 | 27 |
| 8.   | Crazy girls FBC Liberec       | 20 | 3  | 3  | 1  | 13 | 93  | 156 | 16 |
| 9.   | FBC Intevo Třinec             | 20 | 4  | 0  | 3  | 13 | 60  | 128 | 15 |
| 10.  | K1 Florbal Židenice           | 20 | 4  | 0  | 0  | 16 | 65  | 140 | 12 |
| 11.  | TJ Znojmo LAUFEN CZ           | 20 | 0  | 0  | 1  | 19 | 38  | 221 | 1  |

O konečném pořadí na prvním a druhém místě a pátém a šestém místě rozhodly výsledky vzájemných zápasů.

## Play-off

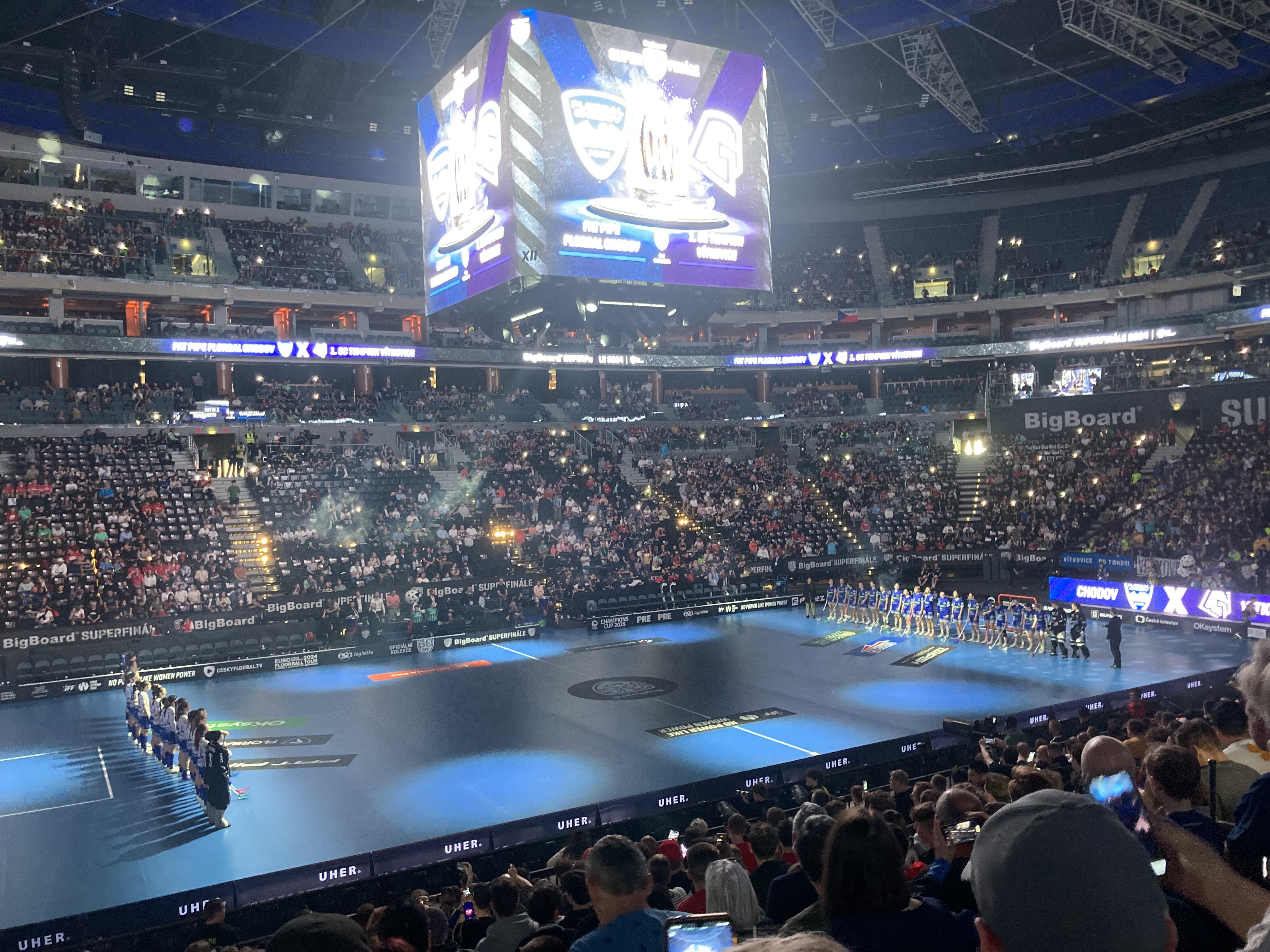
Nástup týmů před Superfinále

Do play-off postoupilo prvních osm týmů. První tři týmy po základní části si 25. února postupně zvolily soupeře pro čtvrtfinále z druhé čtveřice. Čtvrtfinále se hrálo od 2. do 15. března 2024.
Nejlépe umístěný tým v základní části z postupujících do semifinále (FAT PIPE Florbal Chodov) si 17. března zvolil soupeře (PSN Tatran Střešovice) ze dvou nejhůře umístěných postupujících. Semifinále se hrálo od 23. března do 6. dubna.
O mistru Extraligy rozhodl jeden zápas tzv. superfinále 14. dubna 2024 v pražské O2 aréně. Superfinále překonalo s 10 647 diváky dosavadní rekord v návštěvnosti na ligovém zápase českého ženského florbalu z finále předešlé sezóny, které vidělo 10 122 fanoušků, a stanovilo nové maximum pro ligový zápas českého ženského halového sportu. Nový rekord vydržel zároveň jen do dalšího superfinále.

### Pavouk
|  | Čtvrtfinále (na zápasy) | Čtvrtfinále (na zápasy) |                         |   | Semifinále (na zápasy) | Semifinále (na zápasy) |  |  | Superfinále (skóre) | Superfinále (skóre) |
|  |                         |                         |                         |   |                        |                        |  |  |                     |                     |
|  |                         |                         |                         |   |                        |                        |  |  |                     |                     |
|  | FAT PIPE Florbal Chodov | 4                       |                         |   |                        |                        |  |  |                     |                     |
|  | FAT PIPE Florbal Chodov | 4                       |                         |   |                        |                        |  |  |                     |                     |
|  | FbŠ Bohemians           | 0                       |                         |   |                        |                        |  |  |                     |                     |
|  | FbŠ Bohemians           | 0                       | FAT PIPE Florbal Chodov | 4 |                        |                        |  |  |                     |                     |
|  |                         |                         | FAT PIPE Florbal Chodov | 4 |                        |                        |  |  |                     |                     |
|  |                         | PSN Tatran Střešovice   | 3                       |   |                        |                        |  |  |                     |                     |
|  | FBS Olomouc             | PSN Tatran Střešovice   | 3                       | 2 |                        |                        |  |  |                     |                     |
|  | FBS Olomouc             |                         |                         | 2 |                        |                        |  |  |                     |                     |
|  | PSN Tatran Střešovice   | 4                       |                         |   |                        |                        |  |  |                     |                     |
|  | PSN Tatran Střešovice   | 4                       | FAT PIPE Florbal Chodov | 3 |                        |                        |  |  |                     |                     |
|  |                         |                         | FAT PIPE Florbal Chodov | 3 |                        |                        |  |  |                     |                     |
|  |                         | 1. SC TEMPISH Vítkovice | 5                       |   |                        |                        |  |  |                     |                     |
|  | 1. SC TEMPISH Vítkovice | 1. SC TEMPISH Vítkovice | 5                       | 4 |                        |                        |  |  |                     |                     |
|  | 1. SC TEMPISH Vítkovice |                         |                         | 4 |                        |                        |  |  |                     |                     |
|  | Bulldogs Brno           | 0                       |                         |   |                        |                        |  |  |                     |                     |
|  | Bulldogs Brno           | 0                       | 1. SC TEMPISH Vítkovice | 4 |                        |                        |  |  |                     |                     |
|  |                         |                         | 1. SC TEMPISH Vítkovice | 4 |                        |                        |  |  |                     |                     |
|  |                         | FBC Ostrava             | 2                       |   |                        |                        |  |  |                     |                     |
|  | FBC Ostrava             | FBC Ostrava             | 2                       | 4 |                        |                        |  |  |                     |                     |
|  | FBC Ostrava             |                         |                         | 4 |                        |                        |  |  |                     |                     |
|  | Crazy girls FBC Liberec | 0                       |                         |   |                        |                        |  |  |                     |                     |
|  | Crazy girls FBC Liberec | 0                       |                         |   |                        |                        |  |  |                     |                     |

### Čtvrtfinále
FAT PIPE Florbal Chodov – FbŠ Bohemians 4 : 0 na zápasy – Zpráva
- 02. 3. 2024 20:00, Chodov – Bohemians 6 : 5pp (1:0, 1:3, 3:2, 1:0)
- 03. 3. 2024 16:00, Chodov – Bohemians 4 : 3pp (0:0, 2:1, 1:2, 1:0)
- 09. 3. 2024 13:30, Bohemians – Chodov 2 : 4pp (1:1, 1:3, 0:0)
- 10. 3. 2024 15:30, Bohemians – Chodov 4 : 8pp (1:1, 1:4, 2:3)

1. SC TEMPISH Vítkovice – Bulldogs Brno 4 : 0 na zápasy – Zpráva
- 02. 3. 2024 14:00, Vítkovice – Bulldogs 10 : 1 (3:0, 4:0, 3:1)
- 03. 3. 2024 15:00, Vítkovice – Bulldogs 14 : 3 (5:0, 4:2, 5:1)
- 09. 3. 2024 16:00, Bulldogs – Vítkovice 13 : 5 (2:2, 1:1, 0:2)
- 10. 3. 2024 16:00, Bulldogs – Vítkovice 13 : 5 (1:3, 0:0, 2:2)

FBC ČPP Bystroň Group Ostrava – Crazy girls FBC Liberec 4 : 0 na zápasy – Zpráva
- 02. 3. 2024 14:00, Ostrava – Liberec 17 : 31 (3:0, 2:1, 2:2)
- 03. 3. 2024 15:00, Ostrava – Liberec 15 : 21 (4:0, 7:1, 4:1)
- 09. 3. 2024 20:00, Liberec – Ostrava 12 : 81 (0:2, 1:1, 1:5)
- 10. 3. 2024 14:00, Liberec – Ostrava 15 : 10 (1:5, 1:3, 3:2)

FBS Olomouc – PSN Tatran Střešovice 2 : 4 na zápasy – Zpráva
- 02. 3. 2024 17:30, Olomouc – Tatran 6 : 3pp (0:2, 0:1, 6:0)
- 03. 3. 2024 15:30, Olomouc – Tatran 1 : 2pp (0:0, 0:1, 1:0, 0:1)
- 09. 3. 2024 17:00, Tatran – Olomouc 4 : 2pp (2:0, 2:2, 0:0)
- 10. 3. 2024 15:00, Tatran – Olomouc 5 : 1pp (3:0, 1:1, 1:0)
- 13. 3. 2024 19:00, Olomouc – Tatran 4 : 3pp (1:0, 2:0, 1:3)
- 15. 3. 2024 20:15, Tatran – Olomouc 2 : 1pp (0:0, 1:0, 1:1)

### Semifinále
FAT PIPE Florbal Chodov – PSN Tatran Střešovice 4 : 3 na zápasy – Zpráva
- 23. 3. 2024 15:30, Chodov – Tatran 2 : 4 (1:0, 1:2, 0:2)
- 24. 3. 2024 17:00, Chodov – Tatran 8 : 2 (1:0, 2:1, 5:1)
- 29. 3. 2024 16:00, Tatran – Chodov 2 : 7 (2:2, 0:2, 0:3)
- 30. 3. 2024 16:00, Tatran – Chodov 4 : 2 (1:0, 0:0, 3:2)
- 01. 4. 2024 15:00, Chodov – Tatran 2 : 6 (0:2, 0:0, 2:4)
- 03. 4. 2024 17:00, Tatran – Chodov 2 : 8 (1:3, 0:2, 1:3)
- 06. 4. 2024 18:00, Chodov – Tatran 5 : 3 (3:1, 1:0, 1:2)

1. SC TEMPISH Vítkovice – FBC ČPP Bystroň Group Ostrava 4 : 2 na zápasy – Zpráva
- 23. 3. 2024 15:00, Vítkovice – Ostrava 4 : 31 (2:1, 0:0, 2:2)
- 24. 3. 2024 15:00, Vítkovice – Ostrava 2 : 31 (0:1, 0:2, 2:0)
- 29. 3. 2024 16:00, Ostrava – Vítkovice 2 : 61 (1:1, 1:2, 0:3)
- 30. 3. 2024 16:00, Ostrava – Vítkovice 3 : 21 (1:0, 1:1, 1:1)
- 01. 4. 2024 15:00, Vítkovice – Ostrava 3 : 21 (1:0, 1:1, 1:1)
- 03. 4. 2024 18:30, Ostrava – Vítkovice 1 : 10 (0:3, 0:1, 1:6)

### Finále
14. 4. 2024 14:00, FAT PIPE Florbal Chodov – 1. SC TEMPISH Vítkovice 3 : 5 (1:2, 0:1, 2:2) – Zpráva

## Play-down
Pro kompenzaci jednoho chybějícího týmu byl systém play-down upravený. Poslední tři týmy ze základní části spolu hrály čtyřikrát každý s každým od 2. března do 7. dubna 2024. Nejméně úspěšný tým play-down (TJ Znojmo LAUFEN CZ) hrál od 20. do 28. dubna baráž proti poraženému finalistovi 1. ligy, týmu FAT PIPE Tigers Start98. Žádný tým tedy nesestoupil přímo. Znojmo svoji účast v baráži neobhájilo.
| Poř. | Tým                 | Z | V | VP | PP | P | VG | OG | B  |
| ---- | ------------------- | - | - | -- | -- | - | -- | -- | -- |
| 1.   | K1 Florbal Židenice | 8 | 6 | 0  | 1  | 1 | 46 | 24 | 19 |
| 2.   | FBC Intevo Třinec   | 8 | 4 | 1  | 1  | 2 | 50 | 36 | 15 |
| 3.   | TJ Znojmo LAUFEN CZ | 8 | 0 | 1  | 0  | 7 | 24 | 60 | 2  |

### Baráž
TJ Znojmo LAUFEN CZ – FAT PIPE Tigers Start98 1 : 3 na zápasy – Zpráva
- 21. 4. 2024 17:00, Znojmo – Start98 13 : 51 (0:2, 2:2, 1:1)
- 20. 4. 2024 20:00, Znojmo – Start98 11 : 10 (2:3, 4:4, 5:3)
- 27. 4. 2024 16:00, Start98 – Znojmo 19 : 10 (3:0, 4:1, 2:0)
- 28. 4. 2024 17:00, Start98 – Znojmo 15 : 40 (2:1, 0:2, 3:1)

## Konečné pořadí
| Pořadí           | Tým                           |
| ---------------- | ----------------------------- |
| Zlatá medaile    | 1. SC TEMPISH Vítkovice       |
| Stříbrná medaile | FAT PIPE Florbal Chodov       |
| Bronzová medaile | FBC ČPP Bystroň Group Ostrava |
| 4.               | PSN Tatran Střešovice         |
| 5.               | FBS Olomouc                   |
| 6.               | Bulldogs Brno                 |
| 7.               | FbŠ Bohemians                 |
| 8.               | Crazy girls FBC Liberec       |
| 9.               | K1 Florbal Židenice           |
| 10.              | FBC Intevo Třinec             |
| 11.              | TJ Znojmo LAUFEN CZ           |

## Nejužitečnější hráčky
Nejužitečnějšími hráčkami Extraligy byly zvoleny:
1. Anna Brucháčková (Bulldogs Brno)
2. Michaela Kubečková (1. SC TEMPISH Vítkovice)
3. Lucie Baldreichová (FAT PIPE Florbal Chodov)